# مجازات مرگ (فیلم ۱۹۶۸)
مجازات مرگ (ایتالیایی: Sentenza di morte) فیلمی در ژانر وسترن است که در سال ۱۹۶۸ منتشر شد. از بازیگران آن می‌توان به ریچارد کونته، انریکو ماریا سالرنو، آدولفو چلی، توماس میلیان و لوچانو روسی اشاره کرد.